# Harry Styles: Live on Tour
Harry Styles: Live on Tour è il primo tour mondiale del cantante britannico Harry Styles, a supporto del suo album in studio di debutto Harry Styles (2017).

## Artisti d'apertura
La seguente lista rappresenta il numero correlato agli artisti d'apertura nella tabella delle date del tour.
- Muna = 1
- Cam = 2
- Maddy Jane = 3
- Mabel = 4
- The Preatures = 5
- Warpaint = 6
- Leon Bridges = 7
- Kacey Musgraves = 8

## Date del tour
| Data              | Città             | Stato         | Luogo                         | Artisti d'apertura | Biglietti venduti / Biglietti disponibili | Incasso      |
| Nord America      | Nord America      | Nord America  | Nord America                  | Nord America       | Nord America                              | Nord America |
| ----------------- | ----------------- | ------------- | ----------------------------- | ------------------ | ----------------------------------------- | ------------ |
| 19 settembre 2017 | San Francisco     | Stati Uniti   | SF Masonic Auditorium         | 1                  | 3.188 / 3.198                             | $199.408     |
| 20 settembre 2017 | Los Angeles       | Stati Uniti   | Greek Theatre                 | 1                  | 5.727 / 5.867                             | $380.961     |
| 25 settembre 2017 | Nashville         | Stati Uniti   | Rym Auditorium                | 1 ; 2              | 2,362 / 2,362                             | $142,624     |
| 26 settembre 2017 | Chicago           | Stati Uniti   | Chicago Theatre               | 1                  | 3.553 / 3.553                             | $297.764     |
| 28 settembre 2017 | New York          | Stati Uniti   | Radio City Music Hall         | 1                  | 5.942 / 5.942                             | $501.793     |
| 30 settembre 2017 | Boston            | Stati Uniti   | Wang Theatre                  | 1                  | 3.531 / 3.531                             | $259.878     |
| 1º ottobre 2017   | Washington        | Stati Uniti   | DAR Constitution Hall         | 1                  | N.D.                                      | N.D.         |
| 4 ottobre 2017    | Toronto           | Canada        | Massey Hall                   | 1                  | N.D.                                      | N.D.         |
| 5 ottobre 2017    | Upper Darby       | Stati Uniti   | Tower Theater                 | 1                  | N.D.                                      | N.D.         |
| 8 ottobre 2017    | Atlanta           | Stati Uniti   | Coca-Cola Roxy Theatre        | 1                  | N.D.                                      | N.D.         |
| 10 ottobre 2017   | Irving            | Stati Uniti   | The Pavilion                  | 1                  | N.D.                                      | N.D.         |
| 11 ottobre 2017   | Austin            | Stati Uniti   | Moody Theater                 | 1                  | 2.622 / 2.646                             | $205.129     |
| 14 ottobre 2017   | Phoenix           | Stati Uniti   | Comerica Theatre              | 1                  | N.D.                                      | N.D.         |
| Europa            |                   |               |                               |                    |                                           |              |
| 25 ottobre 2017   | Parigi            | Francia       | Olympia                       | 1                  | N.D.                                      | N.D.         |
| 27 ottobre 2017   | Colonia           | Germania      | Palladium                     | 1                  | N.D.                                      | N.D.         |
| 29 ottobre 2017   | Londra            | Regno Unito   | Hammersmith Apollo            | 1                  | 10.375 / 13.589                           | $635.398     |
| 30 ottobre 2017   | Londra            | Regno Unito   | Hammersmith Apollo            | 1                  | 10.375 / 13.589                           | $635.398     |
| 1º novembre 2017  | Manchester        | Regno Unito   | O2 Apollo Manchester          | 1                  | N.D.                                      | N.D.         |
| 2 novembre 2017   | Glasgow           | Regno Unito   | SEC Armadillo                 | 1                  | 2.919 / 2.919                             | $179.580     |
| 5 novembre 2017   | Stoccolma         | Svezia        | Fryshuset                     | 1                  | N.D.                                      | N.D.         |
| 7 novembre 2017   | Berlino           | Germania      | Tempodrom                     | 1                  | 3.546 / 3.549                             | $256.146     |
| 8 novembre 2017   | Amsterdam         | Paesi Bassi   | AFAS Live                     | 1                  | 5.974 / 5.974                             | $340.762     |
| 10 novembre 2017  | Milano            | Italia        | Alcatraz                      | 1                  | N.D.                                      | N.D.         |
| Asia              |                   |               |                               |                    |                                           |              |
| 23 novembre 2017  | Singapore         | Singapore     | The Star Centre               | N.D.               | N.D.                                      | N.D.         |
| Oceania           |                   |               |                               |                    |                                           |              |
| 26 novembre 2017  | Sydney            | Australia     | Enmore Theatre                | 3                  | N.D.                                      | N.D.         |
| 30 novembre 2017  | Melbourne         | Australia     | Forum Theatre                 | 3                  | N.D.                                      | N.D.         |
| 2 dicembre 2017   | Auckland          | Nuova Zelanda | Spark Arena                   | 3                  | N.D.                                      | N.D.         |
| Asia              |                   |               |                               |                    |                                           |              |
| 7 dicembre 2017   | Tokyo             | Giappone      | Ex Theater Roppongi           | N.D.               | N.D.                                      | N.D.         |
| 8 dicembre 2017   | Tokyo             | Giappone      | Ex Theater Roppongi           | N.D.               | N.D.                                      | N.D.         |
| Europa            |                   |               |                               |                    |                                           |              |
| 11 marzo 2018     | Basilea           | Svizzera      | St. Jakobshalle               | 4                  | 6.725 / 6.725                             | $560.383     |
| 13 marzo 2018     | Parigi            | Francia       | AccorHotels Arena             | 4                  | 12.422 / 13.811                           | $859.867     |
| 14 marzo 2018     | Amsterdam         | Paesi Bassi   | Ziggo Dome                    | 4                  | 13.105 / 13.105                           | $916.022     |
| 16 marzo 2018     | Anversa           | Belgio        | Sportpaleis                   | 4                  | 12.156 / 12.156                           | $856.747     |
| 18 marzo 2018     | Stoccolma         | Svezia        | Ericsson Globe                | 4                  | 8.578 / 8.578                             | $711.071     |
| 19 marzo 2018     | Copenaghen        | Danimarca     | Royal Arena                   | 4                  | 10.580 / 10.580                           | $971.088     |
| 21 marzo 2018     | Oslo              | Norvegia      | Oslo Spektrum                 | 4                  | 9.307 / 9.307                             | $653.261     |
| 24 marzo 2018     | Oberhausen        | Germania      | König Pilsener Arena          | 4                  | 10.591 / 10.814                           | $717.474     |
| 25 marzo 2018     | Amburgo           | Germania      | Barclaycard Arena             | 4                  | 10.383 / 10.383                           | $745.781     |
| 27 marzo 2018     | Monaco di Baviera | Germania      | Olympiahalle                  | 4                  | 11.267 / 11.267                           | $801.337     |
| 30 marzo 2018     | Barcellona        | Spagna        | Palau Sant Jordi              | 4                  | 10.338 / 10.338                           | $729.427     |
| 31 marzo 2018     | Madrid            | Spagna        | WiZink Center                 | 4                  | 12.108 / 12.108                           | $882.525     |
| 2 aprile 2018     | Milano            | Italia        | Mediolanum Forum              | 4                  | 10.374 / 10.374                           | $741.138     |
| 4 aprile 2018     | Bologna           | Italia        | Unipol Arena                  | 4                  | 12.660 / 12.660                           | $916.473     |
| 5 aprile 2018     | Mannheim          | Germania      | SAP Arena                     | 4                  | 9,015 / 9,015                             | $641,605     |
| 7 aprile 2018     | Birmingham        | Regno Unito   | Genting Arena                 | 4                  | 12.771 / 12.771                           | $943.165     |
| 9 aprile 2018     | Manchester        | Regno Unito   | Manchester Arena              | 4                  | 13.478 / 13.478                           | $1.002.200   |
| 11 aprile 2018    | Londra            | Regno Unito   | The O2 Arena                  | 4                  | 29.572 / 32.869                           | $2.088.620   |
| 12 aprile 2018    | Londra            | Regno Unito   | The O2 Arena                  | 4                  | 29.572 / 32.869                           | $2.088.620   |
| 14 aprile 2018    | Glasgow           | Regno Unito   | The SSE Hydro                 | 4                  | 10.546 / 10.546                           | $789.499     |
| 16 aprile 2018    | Dublino           | Irlanda       | 3Arena                        | 4                  | 12.612 / 12.612                           | $970.530     |
| Oceania           |                   |               |                               |                    |                                           |              |
| 21 aprile 2018    | Perth             | Australia     | Perth Arena                   | 5                  | 9.256 / 9.256                             | $895.011     |
| 24 aprile 2018    | Melbourne         | Australia     | Hisense Arena                 | 5                  | 8.929 / 8.929                             | $752.987     |
| 27 aprile 2018    | Sydney            | Australia     | Qudos Bank Arena              | 5                  | 14.263 / 14.562                           | $1.323.240   |
| 28 aprile 2018    | Brisbane          | Australia     | Brisbane Entertainment Centre | 5                  | 10.658 / 10.658                           | $989.211     |
| Asia              |                   |               |                               |                    |                                           |              |
| 1º maggio 2018    | Manila            | Filippine     | Mall of Asia Arena            | 6                  | 10.130 / 10.130                           | $747.330     |
| 3 maggio 2018     | Singapore         | Singapore     | Singapore Indoor Stadium      | 6                  | N.D.                                      | N.D.         |
| 5 maggio 2018     | Hong Kong         | Hong Kong     | HKCEC Hall 5BC                | 6                  | N.D.                                      | N.D.         |
| 7 maggio 2018     | Bangkok           | Thailandia    | Impact Arena                  | 6                  | N.D.                                      | N.D.         |
| 10 maggio 2018    | Osaka             | Giappone      | World Memorial Hall           | 6                  | 4.754 / 4.754                             | $616.143     |
| 12 maggio 2018    | Chiba             | Giappone      | Makuhari Event Hall           | 6                  | 8.908 / 8.908                             | $1.078.067   |
| Sud America       |                   |               |                               |                    |                                           |              |
| 23 maggio 2018    | Buenos Aires      | Argentina     | DirecTV Arena                 | 7                  | 9.523 / 9.523                             | $827.872     |
| 25 maggio 2018    | Santiago del Cile | Cile          | Movistar Arena                | 7                  | 12.370 / 12.370                           | $1.140.297   |
| 27 maggio 2018    | Rio de Janeiro    | Brasile       | Jeunesse Arena                | 7                  | 12.244 / 12.244                           | $802.257     |
| 29 maggio 2018    | San Paolo         | Brasile       | Espaço das Américas           | 7                  | 7.200 / 7.200                             | $672.817     |
| Nord America      |                   |               |                               |                    |                                           |              |
| 1º giugno 2018    | Città del Messico | Messico       | Palacio de los Deportes       | 7                  | 33.943 / 33.943                           | $1,962.719   |
| 2 giugno 2018     | Città del Messico | Messico       | Palacio de los Deportes       | 7                  | 33.943 / 33.943                           | $1,962.719   |
| 5 giugno 2018     | Dallas            | Stati Uniti   | American Airlines Center      | 8                  | 16.461 / 16.461                           | $1.306.002   |
| 7 giugno 2018     | Houston           | Stati Uniti   | Toyota Center                 | 8                  | 14.238 / 14.238                           | $1.163.261   |
| 9 giugno 2018     | Sunrise           | Stati Uniti   | BB&T Center                   | 8                  | 16.678 / 16.678                           | $1.302.904   |
| 11 giugno 2018    | Duluth            | Stati Uniti   | Infinite Energy Arena         | 8                  | 12.007 / 12.007                           | $1.071.691   |
| 12 giugno 2018    | Nashville         | Stati Uniti   | Bridgestone Arena             | 8                  | 18.543 / 18.543                           | $1.265.101   |
| 14 giugno 2018    | Hershey           | Stati Uniti   | Hersheypark Stadium           | 8                  | 15.468 / 15.468                           | $1.111.493   |
| 15 giugno 2018    | Filadelfia        | Stati Uniti   | Wells Fargo Center            | 8                  | 16.959 / 16.959                           | $1.370.303   |
| 16 giugno 2018    | Toronto           | Canada        | Air Canada Centre             | 8                  | 17.390 / 17.390                           | $1.391.932   |
| 18 giugno 2018    | Boston            | Stati Uniti   | TD Garden                     | 8                  | 16.146 / 16.146                           | $1.273.432   |
| 21 giugno 2018    | New York          | Stati Uniti   | Madison Square Garden         | 8                  | 36.353 / 36.353                           | $2.806.112   |
| 22 giugno 2018    | New York          | Stati Uniti   | Madison Square Garden         | 8                  | 36.353 / 36.353                           | $2.806.112   |
| 24 giugno 2018    | Washington        | Stati Uniti   | Capital One Arena             | 8                  | 15.894 / 15.894                           | $1.308.830   |
| 26 giugno 2018    | Detroit           | Stati Uniti   | Little Caesars Arena          | 8                  | 15.894 / 15.894                           | $1.283.454   |
| 27 giugno 2018    | Indianapolis      | Stati Uniti   | Bankers Life Fieldhouse       | 8                  | 15.566 / 15.566                           | $1.126.959   |
| 30 giugno 2018    | Chicago           | Stati Uniti   | United Center                 | 8                  | 18.286 / 18.286                           | $1.432.559   |
| 1º luglio 2018    | Saint Paul        | Stati Uniti   | Xcel Energy Center            | 8                  | 16.914 / 16.914                           | $1.375.043   |
| 3 luglio 2018     | Denver            | Stati Uniti   | Pepsi Center                  | 8                  | 13.636 / 13.636                           | $1.097.362   |
| 6 lugli 2018      | Vancouver         | Canada        | Rogers Arena                  | 8                  | 14.134 / 14.134                           | $1.105.785   |
| 7 luglio 2018     | Seattle           | Stati Uniti   | KeyArena                      | 8                  | 13.535 / 13.535                           | $1.118.751   |
| 9 lugli 2018      | Sacramento        | Stati Uniti   | Golden 1 Center               | 8                  | 14.565 / 14.565                           | $1.209.501   |
| 11 luglio 2018    | San Jose          | Stati Uniti   | SAP Center                    | 8                  | 14.632 / 14.632                           | $1.171.338   |
| 13 luglio 2018    | Inglewood         | Stati Uniti   | The Forum                     | 8                  | 33.698 / 33.698                           | $2.700.031   |
| 14 luglio 2018    | Inglewood         | Stati Uniti   | The Forum                     | 8                  | 33.698 / 33.698                           | $2.700.031   |
| Totale            | Totale            | Totale        | Totale                        | Totale             | 797.502 / 806.101 (98.9%)                 | $61.697.451  |